# Olympische Winterspiele 2014/Teilnehmer (Australien)
| Gelbes Symbol für Goldmedaillen mit stilisierten Olympischen Ringen | Graues Symbol für Silbermedaillen mit stilisierten Olympischen Ringen | Braundes Symbol für Bronzemedaillen mit stilisierten Olympischen Ringen |
| ------------------------------------------------------------------- | --------------------------------------------------------------------- | ----------------------------------------------------------------------- |
| —                                                                   | 2                                                                     | 1                                                                       |

Australien nahm an den Olympischen Winterspielen 2014 in Sotschi mit 60 Athleten in 11 Sportarten teil.

## Flaggenträger
Der Snowboarder Alex Pullin trug die Flagge Australiens während der Eröffnungsfeier im Olympiastadion; bei der Schlussfeier wurde sie vom Freestyle-Skier David Morris getragen.
Siehe auch → Liste der Flaggenträger der australischen Mannschaften bei Olympischen Spielen

## Medaillengewinner

### Silber
| Name         | Sportart         | Wettkampf |
| ------------ | ---------------- | --------- |
| David Morris | Freestyle-Skiing | Aerials   |
| Torah Bright | Snowboard        | Halfpipe  |

### Bronze
| Name          | Sportart         | Wettkampf |
| ------------- | ---------------- | --------- |
| Lydia Lassila | Freestyle-Skiing | Aerials   |

## Sportarten

### Biathlon
| Frauen - Lucy Glanville 7,5 km Sprint: 82. Platz 15 km Einzel: 78. Platz | Männer - Alexei Almoukov 10 km Sprint: 73. Platz 20 km Einzel: 45. Platz |

### Bob
| Frauen (Zweierbob) - Astrid Radjenovic & - Jana Pittman 14. Platz | Männer - Heath Spence Zweierbob: 26. Platz Viererbob: 22. Platz - Duncan Harvey Zweierbob: 26. Platz Viererbob: 22. Platz - Lucas Mata Viererbob: 22. Platz - Gareth Nichols Viererbob: 22. Platz |

### Eiskunstlauf
| Frauen - Brooklee Han 20. Platz | Männer - Brendan Kerry 29. Platz |

Eistanz
- Danielle O’Brien, Gregory Merriman
20. Platz

### Eisschnelllauf
Männer
- Daniel Greig
500 m: 39. Platz
1000 m: 22. Platz

### Freestyle-Skiing
Frauen
| Skicross - Katya Crema 7. Platz - Sami Kennedy-Sim 28. Platz - Jenny Owens 12. Platz | Moguls - Britteny Cox 5. Platz - Taylah O’Neill 16. Platz - Nicole Parks 15. Platz | Halfpipe - Amy Sheehan 10. Platz - Davina Williams 15. Platz | Slopestyle - Anna Segal 4. Platz | Aerials - Lydia Lassila Bronze - Laura Peel 7. Platz - Danielle Scott 9. Platz - Samantha Wells 18. Platz |

Männer
| Skicross - Anton Grimus 25. Platz - Scott Kneller 23. Platz | Moguls - Dale Begg-Smith 25. Platz - Matt Graham 7. Platz - Sam Hall 24. Platz - Brodie Summers 13. Platz | Slopestyle - Russ Henshaw 8. Platz | Aerials - David Morris Silber |

### Rodeln
Männer
- Alex Ferlazzo
33. Platz

### Shorttrack
| Frauen - Deanna Lockett 1000 m: 9. Platz 1500 m: 26. Platz | Männer - Pierre Boda 500 m: 30. Platz |

### Skeleton
| Frauen - Lucy Chaffer 17. Platz - Michelle Steele 14. Platz | Männer - John Farrow 17. Platz |

### Ski Alpin
| Frauen - Emily Bamford Riesenslalom: 50. Platz Slalom: im 2. Lauf ausgeschieden - Lavinia Chrystal Riesenslalom: 40. Platz Slalom: 32. Platz - Greta Small Abfahrt: 29. Platz Superkombination: 15. Platz Super-G: ausgeschieden Riesenslalom: 41. Platz Slalom: 31. Platz | Männer - Dominic Demshar Riesenslalom: 39. Platz Slalom: im 2. Lauf ausgeschieden - Ross Peraudo Riesenslalom: im 2. Lauf ausgeschieden Slalom: im 1. Lauf ausgeschieden |

### Skilanglauf
| Frauen - Esther Bottomley - Sprint: 56. Platz - 10 km klassisch: 61. Platz - Aimee Watson - 10 km klassisch: 63. Platz - 30 km Freistil Massenstart: 54. Platz | Männer - Phillip Bellingham - Sprint: 55. Platz - Teamsprint: im Halbfinale ausgeschieden - 15 km klassisch: 76. Platz - Callum Watson - Sprint: 85. Platz - Teamsprint: im Halbfinale ausgeschieden - 15 km klassisch: 75. Platz - 30 km Skiathlon: 60. Platz |

### Snowboard
Frauen
| Snowboard Cross - Belle Brockhoff 8. Platz - Torah Bright 18. Platz | Halfpipe - Torah Bright Silber - Holly Crawford 26. Platz - Stephanie Magiros 18. Platz - Hannah Trigger 20. Platz | Slopestyle - Torah Bright 7. Platz |

Männer
| Snowboard Cross - Cameron Bolton 11. Platz - Jarryd Hughes 17. Platz - Alex Pullin 13. Platz | Slopestyle - Scott James 16. Platz | Halfpipe - Scott James 21. Platz - Kent Callister 9. Platz - Nathan Johnstone 13. Platz |